# Onorificenze maltesi
Elenco degli ordini cavallereschi e delle medaglie concessi dalla Repubblica di Malta.
Il Gran Maestro è il presidente della Repubblica di Malta.

Vessillo del presidente della Repubblica di Malta

## Ordini cavallereschi
| Nastro | Nome                                        | Post-Nominale                                                                  | Anno di fondazione |
| ------ | ------------------------------------------- | ------------------------------------------------------------------------------ | ------------------ |
|        | Ordine nazionale al merito                  | - KUOM (Kumpannji tal-Unur) - KOM (Kumpannji) - UOM (Uffiċjali) - MOM (Membri) | 1990               |
|        | Xirka Ġieħ ir-Repubblika                    | SG                                                                             | 1990               |
|        | Medaglia al valore (Malta)                  | MRQ                                                                            | 1975               |
|        | Medaglia per i servizi resi alla Repubblica | MRQ                                                                            | 1975               |

## Medaglie commemorative
| Nastro | Onorificenza                                                                                              |
| ------ | --- |
|        | Medaglia per il cinquantesimo anniversario della George Cross (1992)                                      |
|        | Medaglia per il settantacinquesimo anniversario della reintroduzione del Governo autonomo di Malta (1996) |
|        | Medaglia per il cinquantesimo anniversario dell'indipendenza di Malta (2014)                              |

## Medaglie per servizio distinto
| Nastro | Onorificenza                                                                |
| ------ | --------------------------------------------------------------------------- |
|        | Medaglia per servizio distinto nelle forze armate maltesi                   |
|        | Medaglia per servizio distinto nelle forze di polizia maltesi               |
|        | Medaglia per servizio distinto nelle forze di polizia penitenziaria maltesi |

## Medaglie per lungo ed efficiente servizio
| Nastro | Onorificenza                                                                           |
| ------ | -------------------------------------------------------------------------------------- |
|        | Medaglia per lungo ed efficiente servizio nelle forze armate maltesi                   |
|        | Medaglia per lungo ed efficiente servizio nelle forze di polizia maltesi               |
|        | Medaglia per lungo ed efficiente servizio nelle forze di polizia penitenziaria maltesi |

## Ordine di precedenza
Ordini cavallereschi
1. Compagno d'Onore dell'Ordine nazionale al merito KUOM
2. Xirka Ġieħ ir-Repubblika SG
3. Compagno dell'Ordine nazionale al merito KOM
4. Ufficiale dell'Ordine nazionale al merito UOM
5. Membro dell'Ordine nazionale al merito MOM
6. Medaglia al valore MRQ
7. Medaglia per i servizi resi alla Repubblica MRQ

Medaglie commemorative nazionali
1. Medaglia per il cinquantesimo anniversario della George Cross (1992)
2. Medaglia per il settantacinquesimo anniversario della reintroduzione del Governo autonomo di Malta (1996)
3. Medaglia per il cinquantesimo anniversario dell'indipendenza di Malta (2014)

Medaglie per servizio distinto
1. Medaglia per servizio distinto nelle forze armate maltesi
2. Medaglia per servizio distinto nelle forze di polizia maltesi
3. Medaglia per servizio distinto nelle forze di polizia penitenziaria maltesi

Medaglie per lungo ed efficiente servizio
1. Medaglia per lungo ed efficiente servizio nelle forze armate maltesi
2. Medaglia per lungo ed efficiente servizio nelle forze di polizia maltesi
3. Medaglia per lungo ed efficiente servizio nelle forze di polizia penitenziaria maltesi